# Башкирський Бармак
Башкирський Барма́к (рос. Башкирский Бармак, башк. Башҡорт Бармағы) — присілок у складі Зіанчуринського району Башкортостану, Росія. Входить до складу Янибаєвської сільської ради.
Населення — 95 осіб (2010; 117 в 2002).
Національний склад:
- башкири — 100%